# Pseudolestomerus
Pseudolestomerus is een geslacht van wantsen uit de familie van de Reduviidae (Roofwantsen). Het geslacht werd voor het eerst wetenschappelijk beschreven door André Villiers in 1964.

## Soorten
Het genus is monotypisch en bevat alleen de volgende soort:

- Pseudolestomerus gracilis Villiers, 1964